# 龙潭西湖公园
39°52′42″N 116°25′23″E / 39.8782°N 116.4231°E
龙潭西湖公园，位于北京市东城区龙潭路甲1号。

## 简介
龙潭西湖公园位于北京游乐园（即今龙潭中湖公园）西北侧，二者由京广铁路分隔，公园的主体是龙潭湖西湖。龙潭西湖公园始建于1986年。1991年龙潭西湖公园管理处正式成立，后成为崇文区园林局所属的全民所有制差额拨款事业单位。
龙潭西湖公园总面积达到10.2公顷，其中水面5.7公顷，为北京市二级三类公园，免费开放。该公园有绿地2.9万平方米，绿化覆盖率56%。配有园灯照明系统、广播系统、路椅等等设施。公园内种植1396株乔木，1980株花灌木，27600平方米草坪。